# Mury obronne w Bierutowie
Mury obronne miasta Bierutów – linia obwarowań miasta, zbudowana w XIV w.
Wzniesione zostały w miejscu fortyfikacji ziemno-drewnianych. W początkach XVI w. zostały wzmocnione wieżami trzech bram. W 1827 rozebrano Bramę Brzeską, w 1839 Bramę Wrocławską, a w 1887 Bramę Namysłowską. w latach 1891 - 1893 zostały wyburzone fragmenty muru na odcinkach północno-wschodnim i południowo-wschodnim. W 1962 roku mury zostały poddane konserwacji. Zachowane są na większości pierwotnego obwodu.
Murowane są z cegły o wątku gotyckim. W murach domu na ul. Wrocławskiej 31 zachowały się pozostałości wieży Wrocławskiej. W części wschodniej znajdują się okrągłe strzelnice, zapewne z początku XVII wieku. Na zachowanym fragmencie przedbramia bramy Namysłowskiej znajduje się tablica kamienna z płaskorzeźbą herbu książąt wirtembersko-oleśnickich, podtrzymywanego przez dwa anioły, manierystyczna, pochodząca w przybliżeniu z roku 1654, przeniesiona w 1887 roku znad otworu bramy.

## Galeria

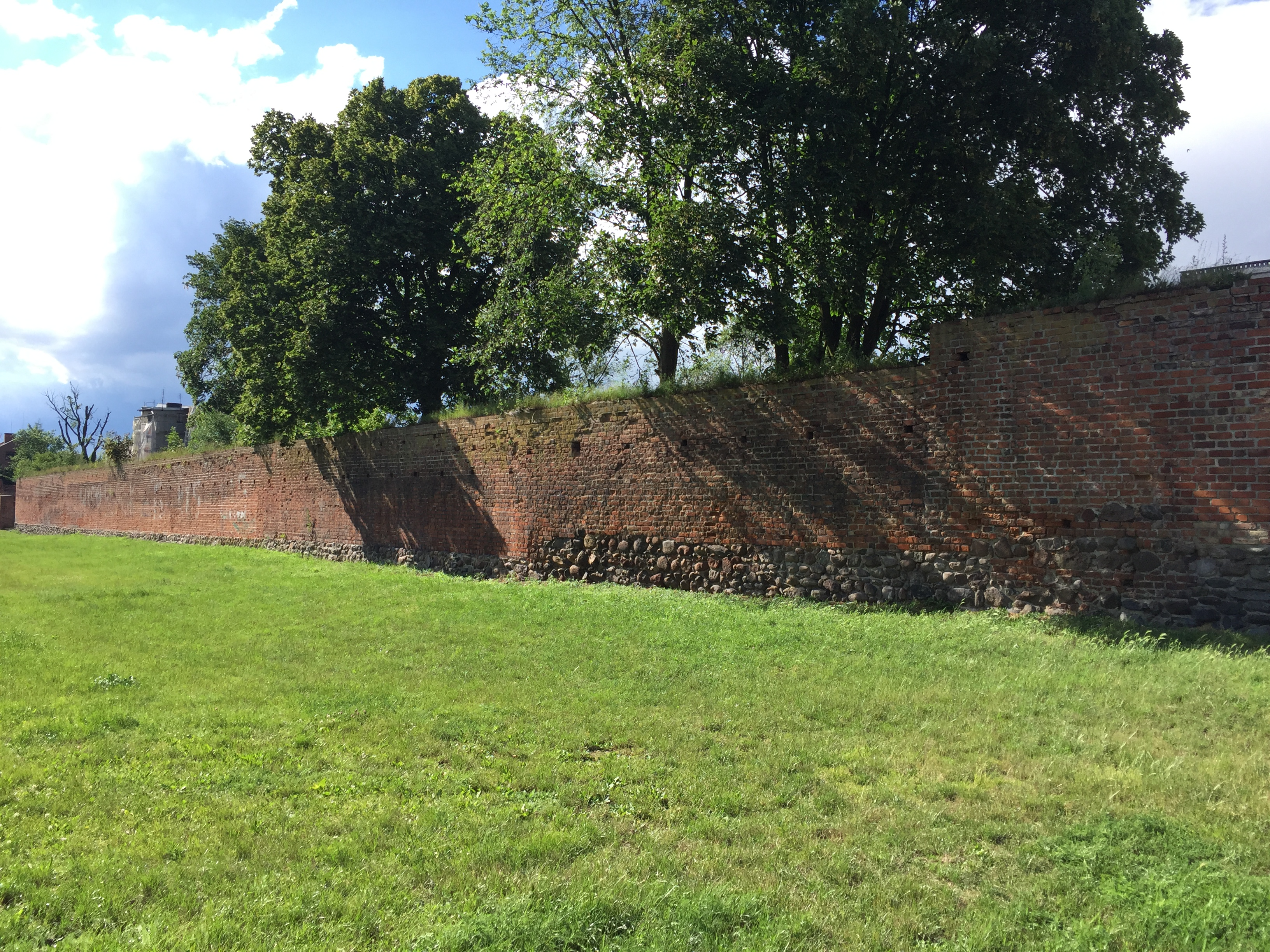
Mury obronne Bierutowa wzdłuż dawnej Młynówki, w pobliżu dawnej Bramy Brzeskiej
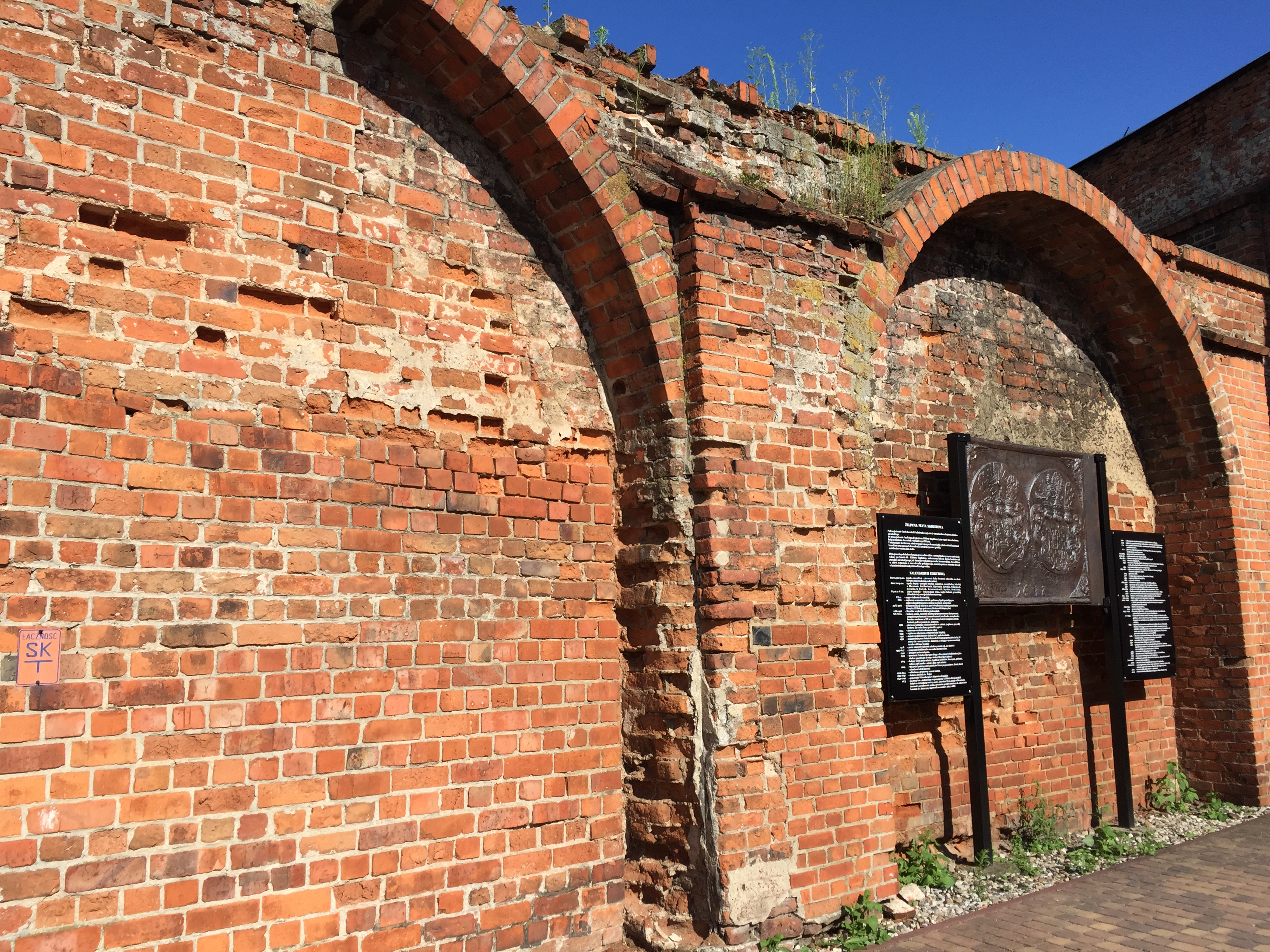
Mury obronne od strony wewnętrznej przy dawnej Bramie Namysłowskiej wraz z tablicą Podiebradów
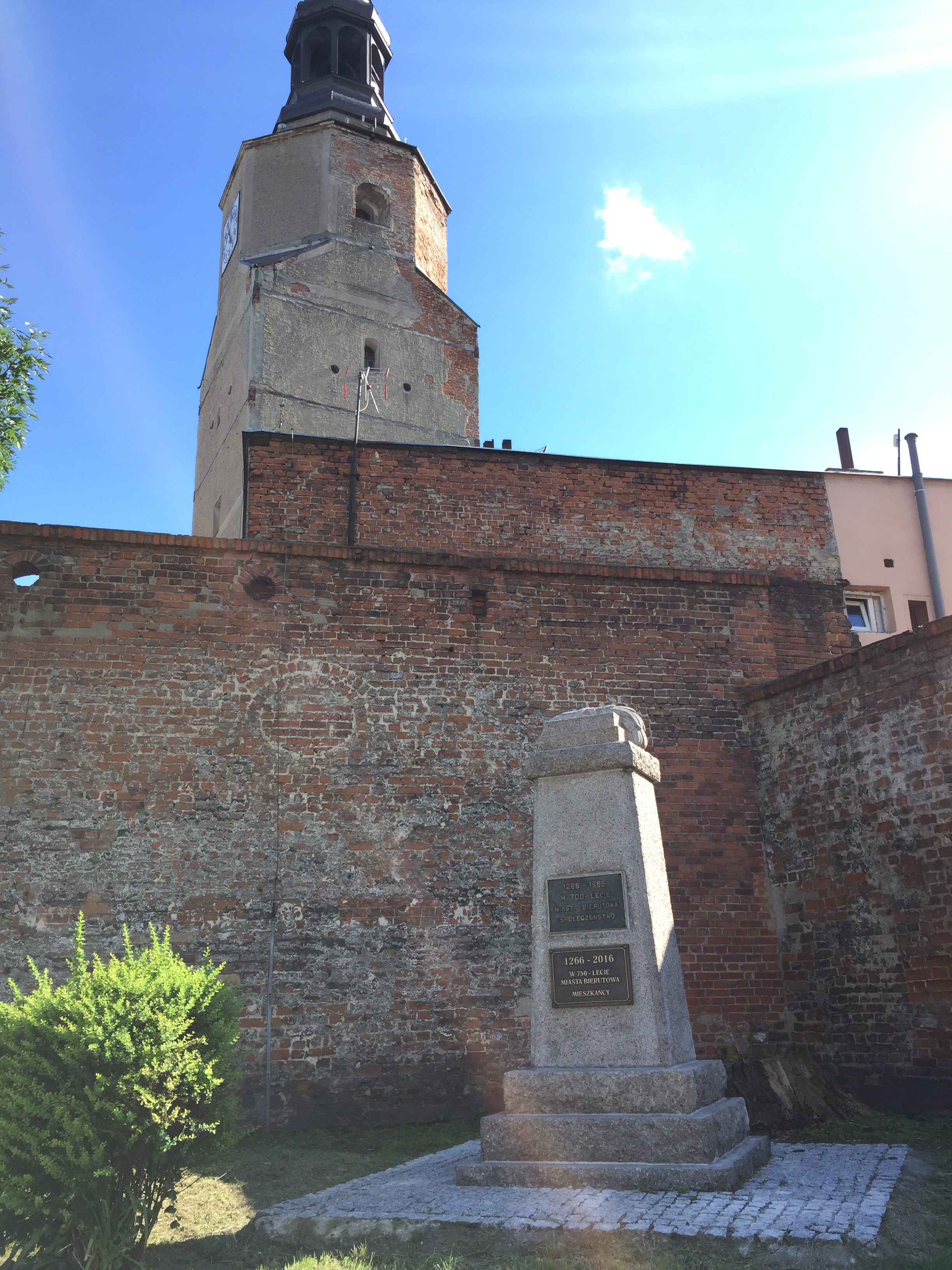
Mury Obronne z widocznymi zamurowanymi owalnymi oknami dawnych zabudowań zamkowych, w tle wieża zamkowa, na pierwszym planie pomnik 700- i 750-lecia Bierutowa
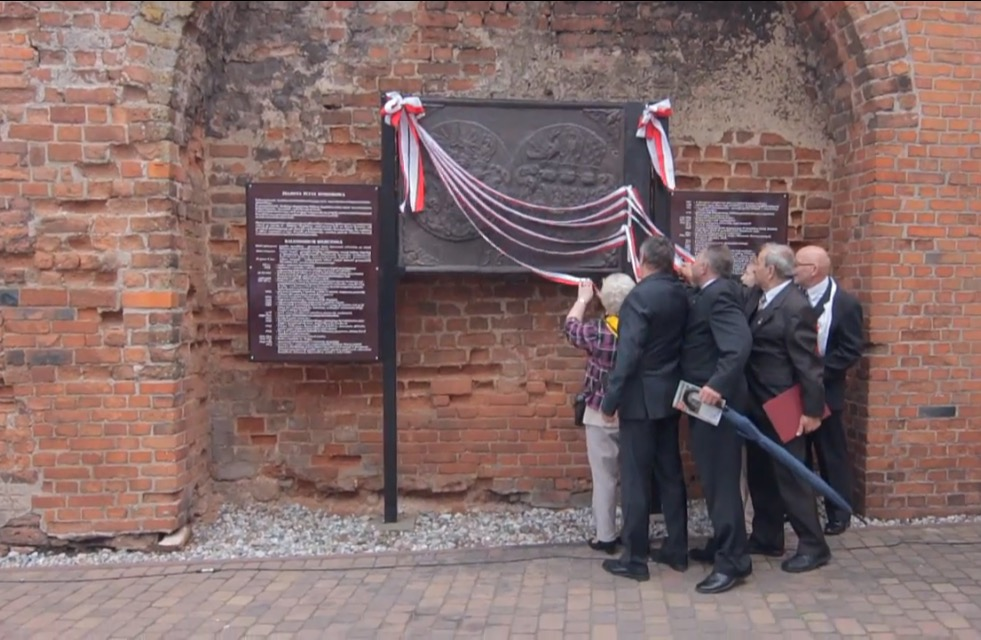
Odsłonięcie Tablicy Podiebradów podczas uroczystości 750-lecia Miasta Bierutowa, dokonane przez Urszulę Kociołek, Ewę Powąska, Andrzeja Woźniaka, oraz Burmistrzów Bierutowa: Zygmunta Fedyka, Andrzeja Wojtkowiaka i Grzegorza Michalaka
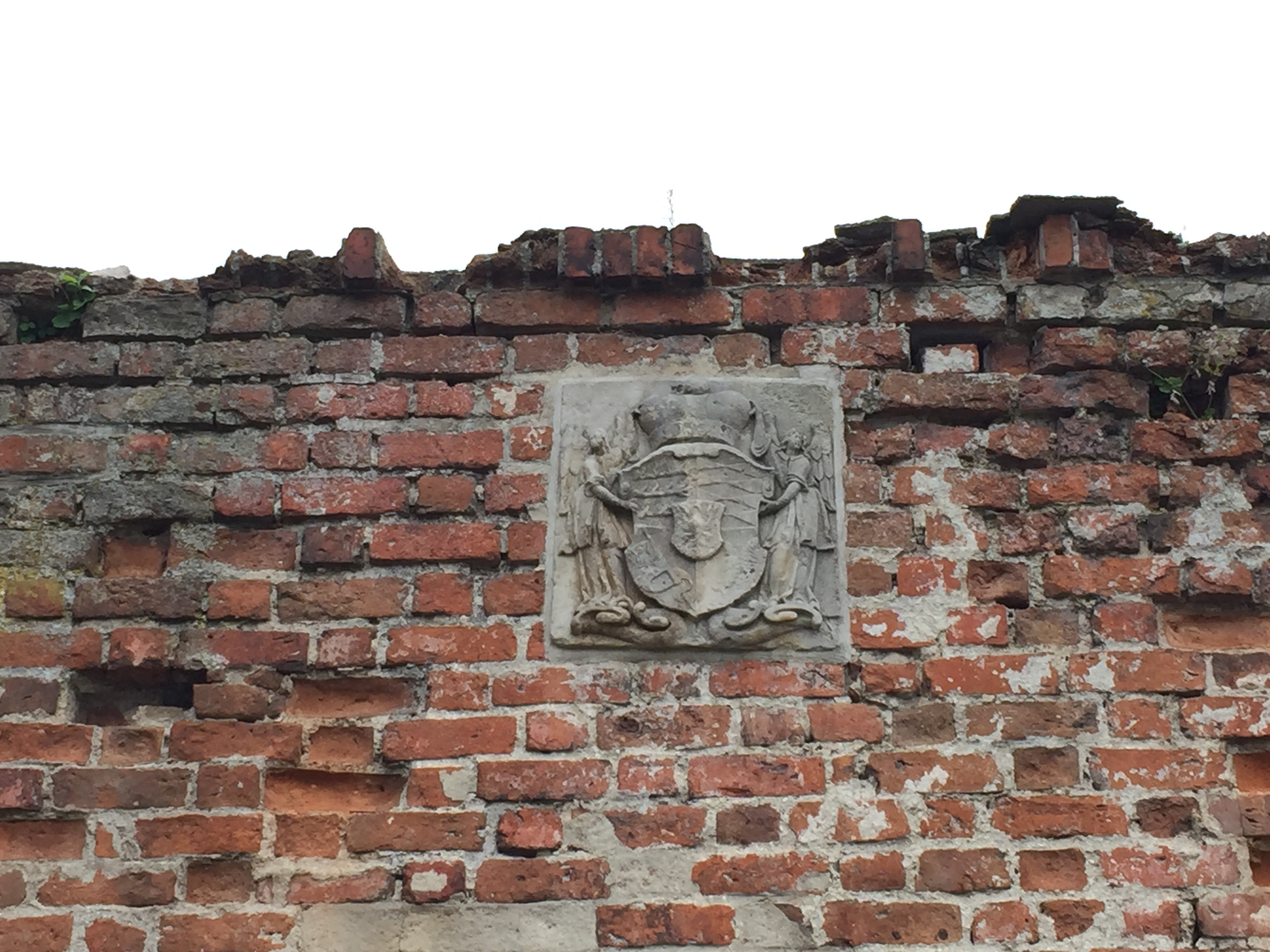
Na zachowanym fragmencie przedbramia bramy Namysłowskiej w Bierutowie znajduje się tablica kamienna z płaskorzeźbą herbu książąt wirtembersko - oleśnickich, podtrzymywanego przez dwa anioły, manierystyczna, pochodząca w przybliżeniu z roku 1654, przeniesiona w 1887 roku znad otworu bramy
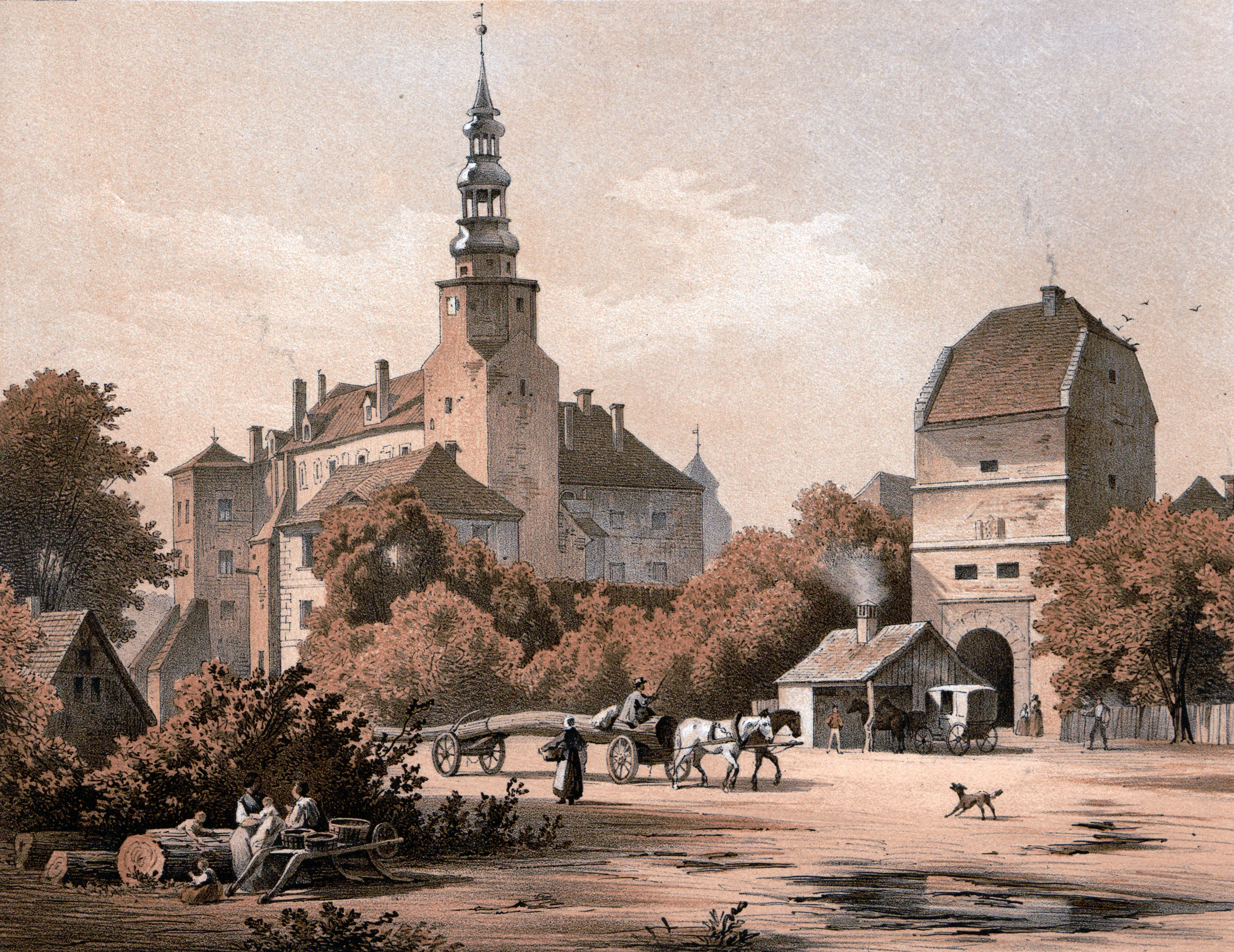
Zamek i Brama Namysłowska pomiędzy 1857-1883 r.